# Rheinbreitbach

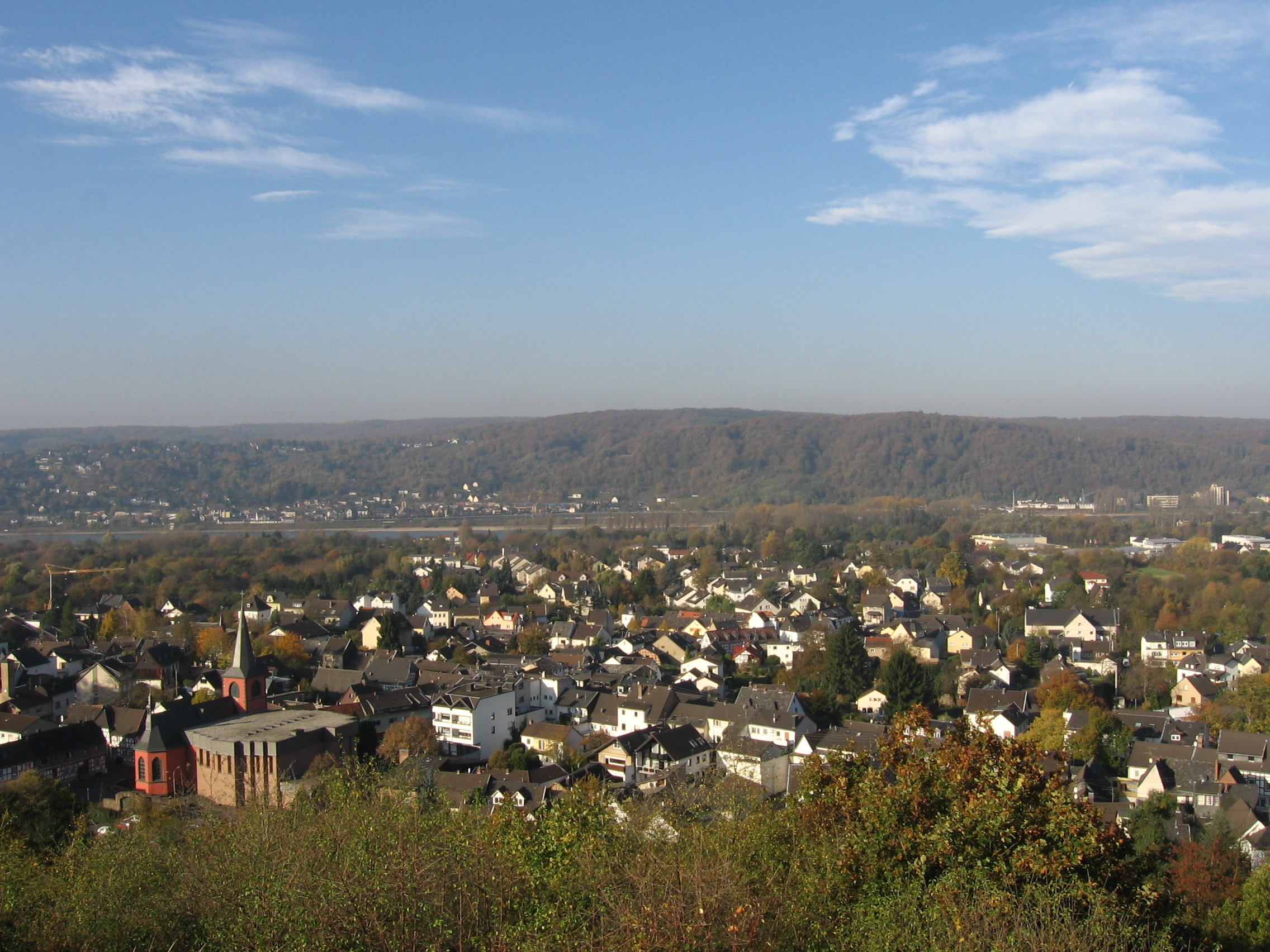
Überblick über Rheinbreitbach

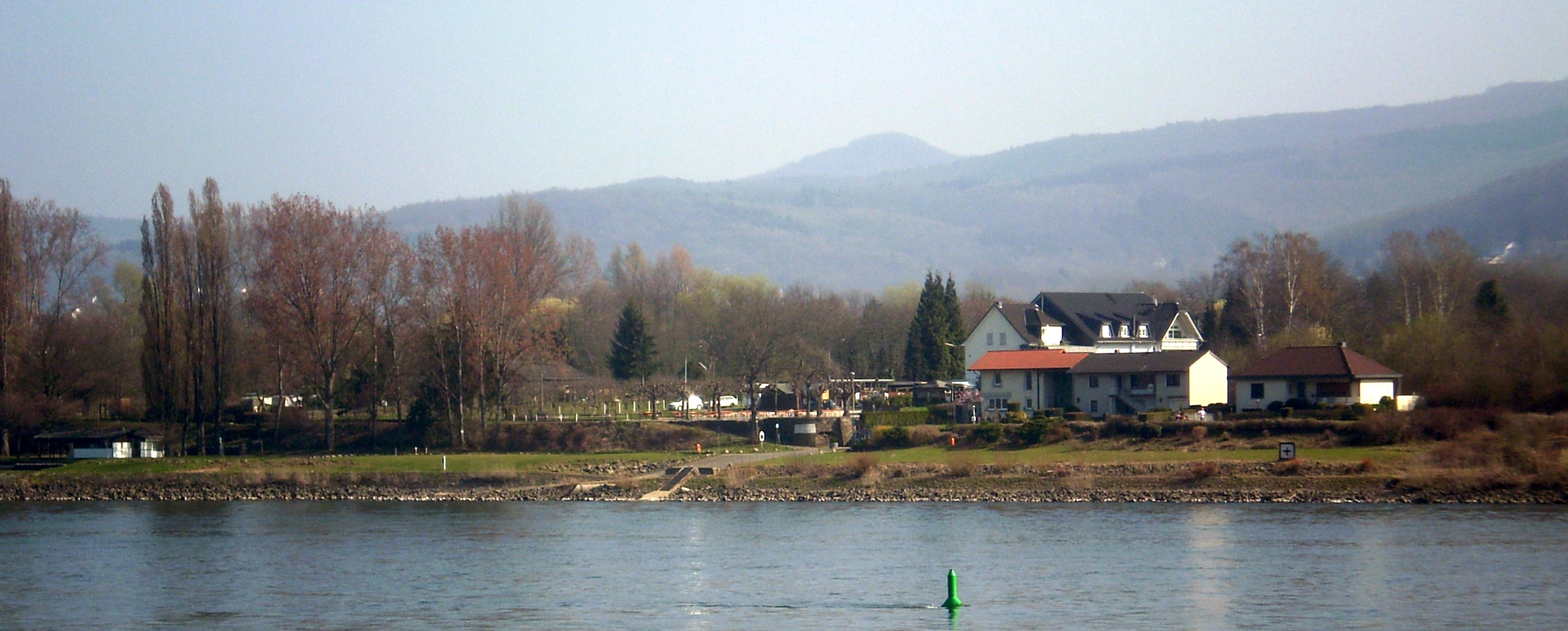
Rheinfront von Rheinbreitbach

Rheinbreitbach ist eine Ortsgemeinde im Landkreis Neuwied im Norden von Rheinland-Pfalz (Deutschland) und gehört der Verbandsgemeinde Unkel an.

## Geographie
Die Ortsgemeinde liegt als südlicher Vorort von Bad Honnef am nördlichen Mittelrhein gegenüber von Oberwinter und südlich des Siebengebirges. Naturräumlich lässt sich der im Unteren Mittelrheintal gelegene Westen des Gemeindegebiets der Honnefer Talweitung zuordnen, ein mittlerer Abschnitt den Linzer Terrassen und der Osten dem Rheinwesterwälder Vulkanrücken (Niederwesterwald). Die Gemeinde grenzt mit Bad Honnef im Rhein-Sieg-Kreis direkt an das Land Nordrhein-Westfalen
Die größte Nord-Süd-Ausdehnung des Gemeindegebietes beträgt etwa 2 km, die größte Ost-West-Ausdehnung etwa 7 km. Es umfasst ein von Westen (Rheinufer) nach Osten hin ansteigendes Gelände. Der Ortsteil Breite Heide liegt etwa in der Mitte zwischen Osten und Westen auf etwa 190 m ü. NHN. Das östlich der Breiten Heide liegende Gemeindegebiet ist etwa 200–300 m breit und, mit Ausnahme des Rottlandhofes (310 m ü. NHN) an der nordöstlichen Gemeindegrenze, unbewohnt. Unterhalb des Asbergs wird auf gut 375 m ü. NHN der höchste Punkt des Gemeindegebiets erreicht, der niedrigste mit 52 m ü. NHN am Rheinufer. Mit 8,4 % wird ein geringer Anteil des 6,58 km² großen Gemeindegebietes landwirtschaftlich genutzt, 51,8 % sind von Wald bestanden. Zu Rheinbreitbach gehören die Wohnplätze Rolandsmühle, Rottlandhof und (Häusergruppe) Ziegelei.
Die Wohnbebauung Rheinbreitbachs reicht von der Bundesstraße 42 und der rechten Rheinstrecke im Westen bis an die Hänge der Berge (von Nord nach Süd) Auf dem Hohn, Koppel, Mühlenberg und Müllershardt und in das Tal des für die Gemeinde namensgebenden Breitbachs im Osten. Dieser entspringt auf dem Stadtgebiet Unkels nördlich der Bruchhausener Grube Sankt Marienberg, in seinem Tal liegt an einer ehemaligen Schmelze die hälftig auch zur Gemarkung Scheurens gehörende Häusergruppe Ziegelei. Westlich von Bahnstrecke und B 42 sind der Wohnplatz Rolandsmühle an der Mündung des Grenzbachs Honnefer Graben südlich des Bad Honnefer Lohfelds und die Siedlung Mühlenweg die einzigen am Rhein gelegenen und ständig bewohnten Gebiete der Gemeinde. Dort liegen im sogenannten Maar auch zwei durch Abgrabung entstandene Teiche östlich und westlich der Bahnstrecke. Ebenfalls am Rhein befindet sich in der durch hohe Pappeln gesäumten Flur Auf dem Salmenfang ein Campingplatz. Nördlich des Rheinbreitbacher Ortszentrums erstreckt sich ein Trinkwasserschutzgebiet, dessen Kern das Bad Honnefer Lohfeld bildet.
Nachbargemeinden sind Bad Honnef im Norden, Windhagen im Osten, Unkel im Süden sowie Remagen im Westen, zu dem die Grenze in der Mitte des Rheins verläuft.

## Geschichte

### Fundstücke aus der Römerzeit
Da mehrfach römische Münzen aus dem Zeitraum 150 bis 350 n. Chr. im Bereich des späteren Bergwerks Virneberg (auch Firneberg; damals noch Tagebau) gefunden wurden, kann davon ausgegangen werden, dass schon in römischer Zeit in Rheinbreitbach Bergbau (Kupfer) stattgefunden hat. Andere Bergbautätigkeiten der Römer nördlich des Limes sind durch den Felsabbau (Trachitsteinbruch) am Drachenfels belegt.

### Erste historische Erwähnung

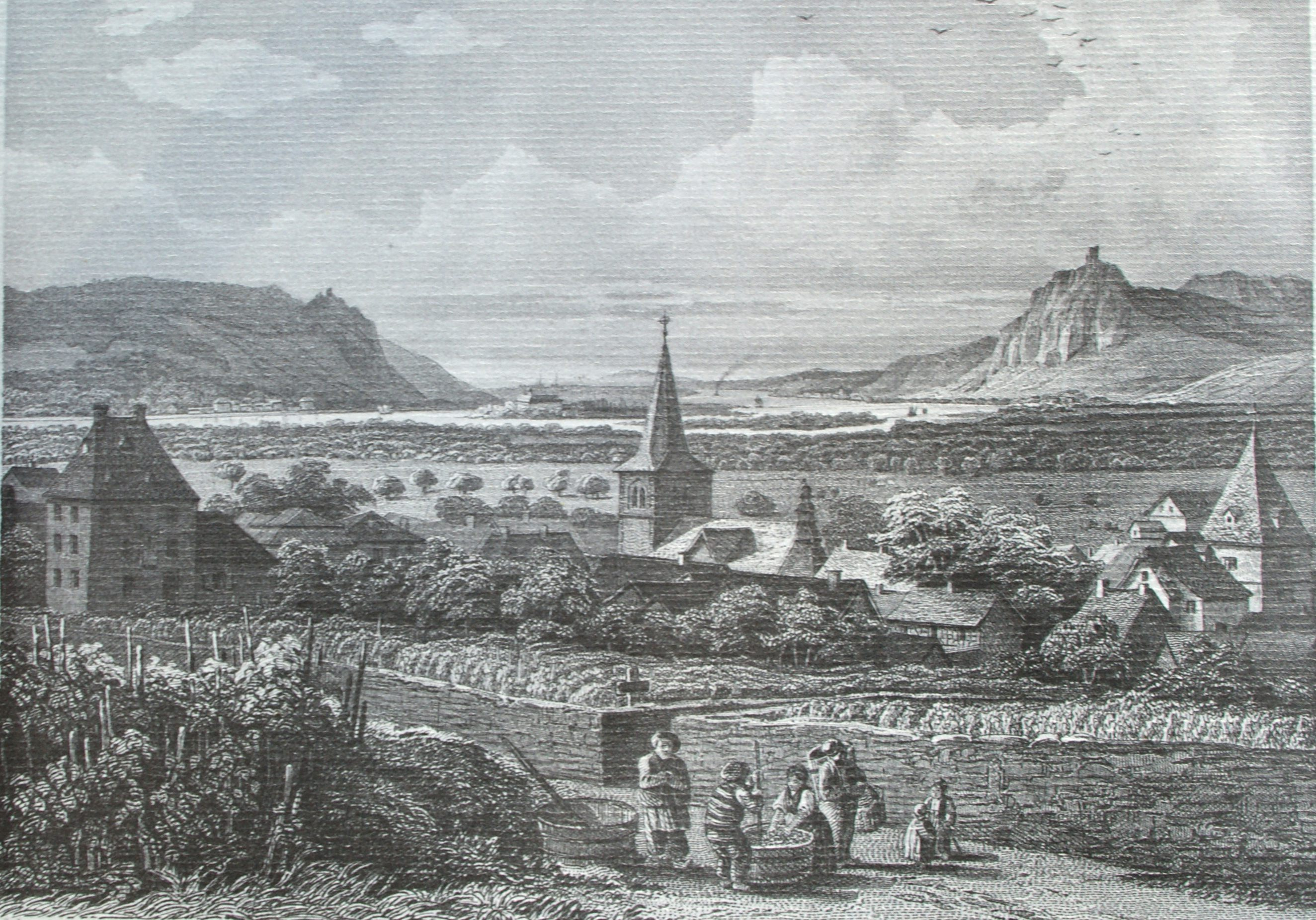
Rheinbreitbach um 1840

Rheinbreitbach wurde vermutlich in fränkischer Zeit gegründet, aber erst 966 erstmals als „Breitenbach“ urkundlich erwähnt. „Rheinbreitbach“ heißt der Ort seit 1604. Im Mittelalter war er durch einen Wallgraben und vier befestigte Tore geschützt. Von der Unteren Burg ist nur ein Torbogen erhalten, die Grundmauern und das Gelände der Burg wurden in den vergangenen Jahren aufwändig saniert. Die Arbeiten fanden im Frühjahr 2009 ihren Abschluss. Die Obere Burg aus dem 15. Jahrhundert existiert noch vollständig. Ebenfalls aus dem 15. Jahrhundert stammt die Pfarrkirche und aus dem 17. Jahrhundert die Leonhardskapelle.

### Weinbau
Der Rheinbreitbacher Weinbau ist fast so alt wie der Ort selbst. Im Jahr 1143 wird das Kloster Rolandswerth (heute Nonnenwerth) als Besitzer großer Weingärten in Rheinbreitbach genannt. Auch das im Westerwald liegende Zisterzienserkloster Marienstatt, das im Jahr 1222 gegründet wurde, war in Rheinbreitbach begütert. Weitere Weinberge besaßen das Kloster Schwarz-Rheindorf sowie die Kölner Kirchen St. Aposteln, St. Severin, St. Maria ad Gradus, St. Gereon und St. Martin. Neben dem Freiherrn von Breidbach hatte selbst der Herzog von Berg hier Weinberge. Die meisten der Rheinbreitbacher Winzer waren als Halfen oder Drittelhalfen auf den Gütern der Adeligen und der Geistlichkeit eingesetzt, sie mussten die Hälfte oder ein Drittel der Ernte an den Grundherren abführen. Um die ausgedehnten Weingärten, die sich bis zum Rhein erstreckten, vor Traubendieben zu schützen wurden von der Gemeinde „Traubenhüter“ eingesetzt.
Im Kirchenbuch von Rheinbreitbach wird 1661 von 110 Weingärten in Rheinbreitbach berichtet. Aus dem 17. Jahrhundert wird von häufigen Missernten aufgrund kalter Winter oder Unwetter berichtet. Im Jahr 1889 wurde eine besonders gute Ernte erzielt, die Einnahmen der Winzer wurden auf über 100.000 Mark geschätzt. Ende des 19. Jahrhunderts wurde der Umsatz der Rheinbreitbacher Winzer wegen Missernten (Frost) und des verstärkten Vorkommens von Rebschädlingen und Absatzschwierigkeiten des Rotweins durch billigere ausländische Konkurrenz deutlich gemindert. 1897 erfolgte als Konsequenz die Gründung des Winzervereins Rheinbreitbach. Das Auftreten der Reblaus in Rheinbreitbach 1907 und 1908 verstärkte den Niedergang des Rheinbreitbacher Weinbaus. Nach den beiden Weltkriegen folgte 1953 im Mai ein starker Frost und 1956 ein sehr kalter Winter, in dem Tausende Rebstöcke erfroren. Bis auf einen gaben die verbliebenen Winzer ihre Weinberge und -felder auf und spezialisierten sich auf Gemüse, Obst- und Kartoffelanbau. Der letzte Berufswinzer setzte den Weinbau bis 1975 fort. In den Folgejahren wurden einige wenige Weingärten noch von Freizeitwinzern gepflegt. Bis Ende des 19. Jahrhunderts dominierten rote Burgundersorten den Rheinbreitbacher Weinbau, die weiß gekeltert wurden und in früheren Jahrhunderten unter dem Sammelnamen Rheinbleichart (Bleichert) bekannt wurden.
Seit 2017 befindet sich der Rheinbreitbacher Weinbau wieder im Aufschwung. Ein Winzer rekultivierte einen Teil des Hohnerbergs mit den historischen Weinbergslagen Im Hohn und Im Vogelsang unterhalb der Rheinblickstraße oberhalb eines früheren Weingutes. 2018 wurde in den Lagen auf einer Fläche von etwa 1,1ha eine Querterrassierung durchgeführt, die heute mit den Rebsorten Weißer Riesling und Roter Riesling sowie Cabernet Cubin und Merlot bepflanzt sind. Die Rebsorte Souvignier Gris befindet sich im Versuchsanbau.

### Kupferbergbau

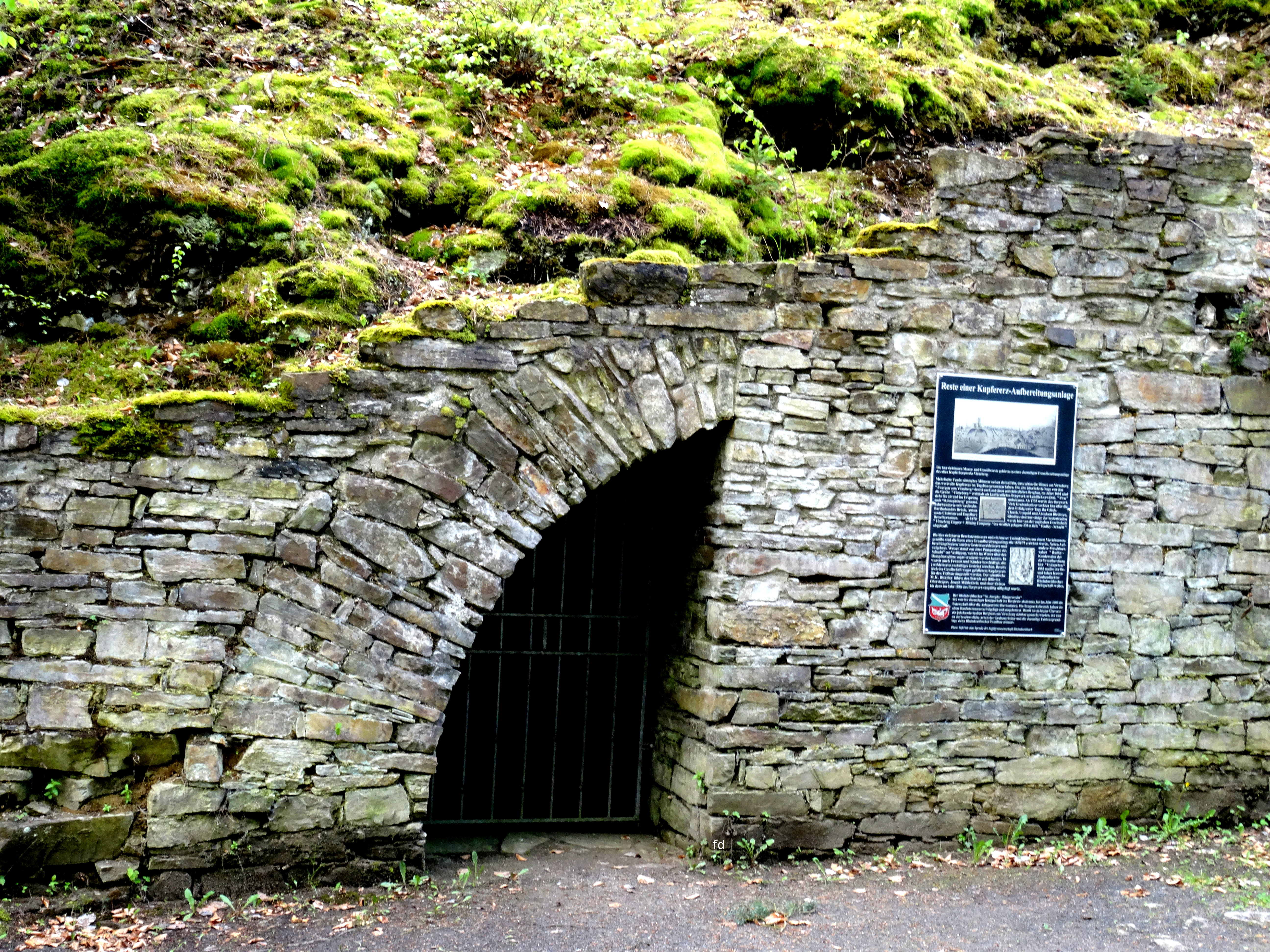
Ehemalige Kupfererz-Aufbereitungsanlage des Bergwerks Virneberg

Der erste urkundlich belegbare Bergbau in Rheinbreitbach begann 1604 mit einem Bartholomäus Brück (Brüggen), der das kurfürstliche Bergwerk wieder in Betrieb gesetzt hatte. Aufgrund verschiedener Dokumente und Funde ist nachgewiesen, dass am Virneberg (heute Ortsteil Breite Heide) bereits im Mittelalter Kupfer im Untertagebau gewonnen und vor Ort verhüttet wurde. Brück erwähnt in einem Protokoll eine damals aufgefundene, über 200 Jahre alte Schlackenhalde und im 18. Jahrhundert fand man einen bis dahin unbekannten alten Hauptstollen in ca. 40 Meter Tiefe. 1629 wurden bereits fast 500 Zentner Kupfer produziert. Im Dreißigjährigen Krieg wurden von den durchziehenden Schweden wichtige Teile der Bergwerksanlagen zerstört.
Etwa 1720 waren die Stollen bereits über 1.000 Meter lang. 1724/25 kam es zur wirtschaftlichen Trennung der bei Bruchhausen gelegenen Grube Im Siepen als St. Marienberg von der Grube Virneberg, sodass nach 1728 die im Breitbachtal gelegene Schmelze (eine Kupferschmelzhütte) nur noch vom Virneberg benutzt werden konnte. 1744 bestand die Belegschaft aus 80 Mann. In dieser Zeit muss die Grube auch in St. Josephsberg umbenannt worden sein. Am Eingangsbogen der Martinskapelle im benachbarten Selhof befindet sich ein Schlussstein mit der Inschrift S(t.) Josepsbergh und der Jahreszahl 1735 sowie der Abbildung der Bergmannszeichen Eisen und Bohrer. 1756 wurden für einen Kirchenglockenguss an der Bonner Münsterkirche 8.000 Pfund Breitbacher Kupfer verwendet. 1789 besuchte der junge Alexander von Humboldt auf einer seiner ersten Studienreisen die Rheinbreitbacher Bergwerke, 1791 kam der Kölner Kurfürst.

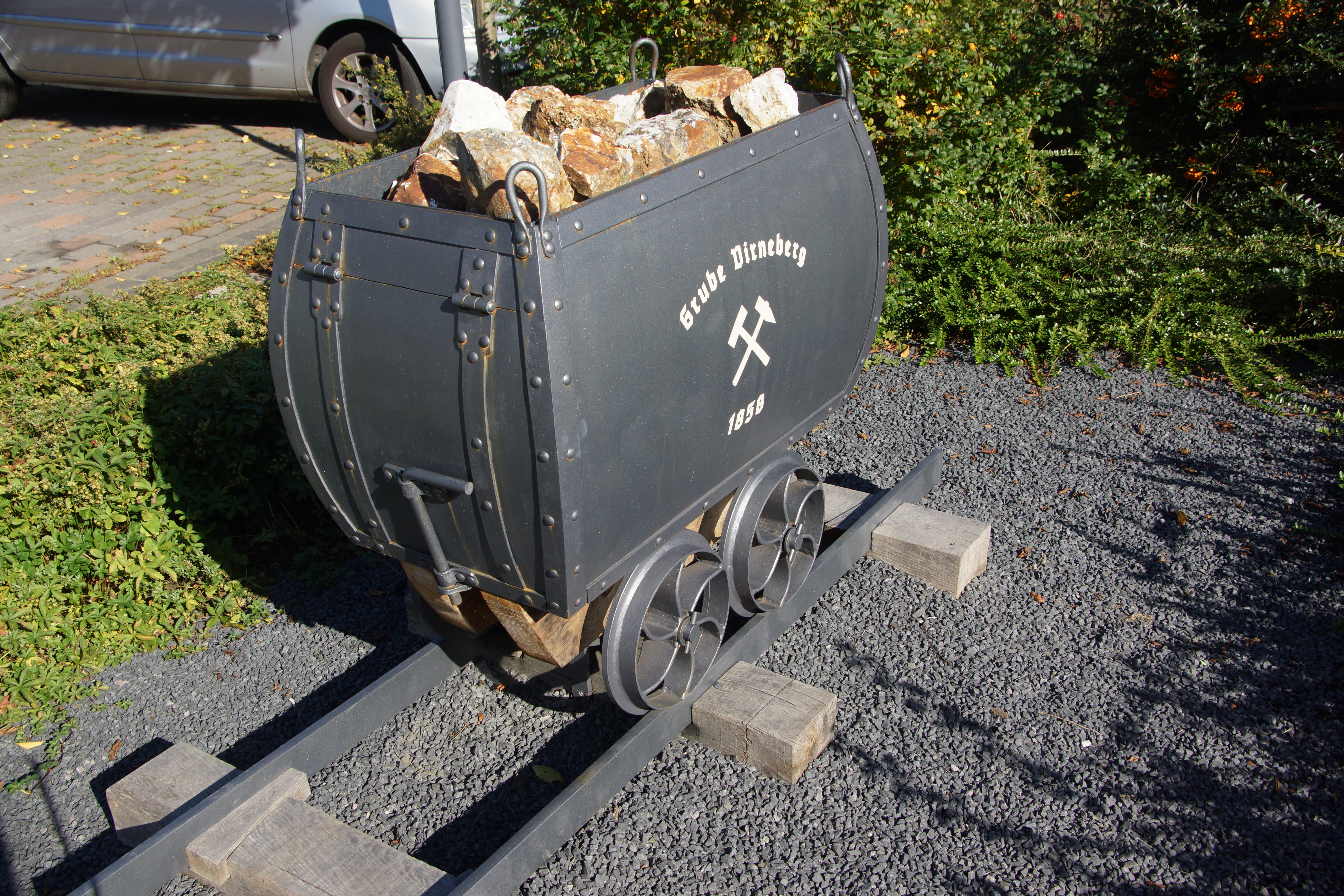
Grubenwagen Bergwerk Virneberg

Im Jahr 1794 kam der Bergbau vorübergehend zum Erliegen. Wenig später, im Jahr 1800, wurde durch Leopold Bleibtreu ein neuer Schacht bis in 85 Meter Tiefe angelegt. In der ersten Hälfte des 19. Jahrhunderts setzte eine rege Tätigkeitsperiode ein. 1840 förderte die 51-köpfige Knappschaft 8500 Tonnen Erz aus dem Bergwerk. Um dieselbe Zeit wurde auch die Schmelze im Breitbachtal stillgelegt. Nach einigen guten Jahren erfolgte 1867 eine Einstellung des Tiefbaus, einer der Schächte hatte bereits eine Teufe von 138 m erreicht, 1870 wurde ein weiterer Schacht neu angelegt. Die Belegschaft stieg auf 164 Personen an und 1880 wurde eine Teufe von 255 m erreicht (etwa 115 m unter dem Rheinniveau). 1886 erfolgte die endgültige Stilllegung des „Virnebergs“. In den 1960er Jahren wurde ein Teil des ehemaligen Bergwerksgebietes erschlossen und der neue Ortsteil von Rheinbreitbach, die Breite Heide gebaut.
Im Heimatmuseum von Rheinbreitbach sind Zeugnisse aus der Bergbauzeit ausgestellt.
In einer Übersichtskarte des Oberbergamtes Bonn von 1912 sind in der Umgebung von Rheinbreitbach und Bruchhausen 38 verschiedene Grubenfelder eingetragen. Neben der hier beschriebenen Grube St. Josephsberg waren in Bruchhausen die Grube St. Marienberg und die östlich von Bruchhausen im Kasbachtal liegenden Gruben Phinchen und Clemenslust die bedeutendsten.

### Seilbahn zum Asberg

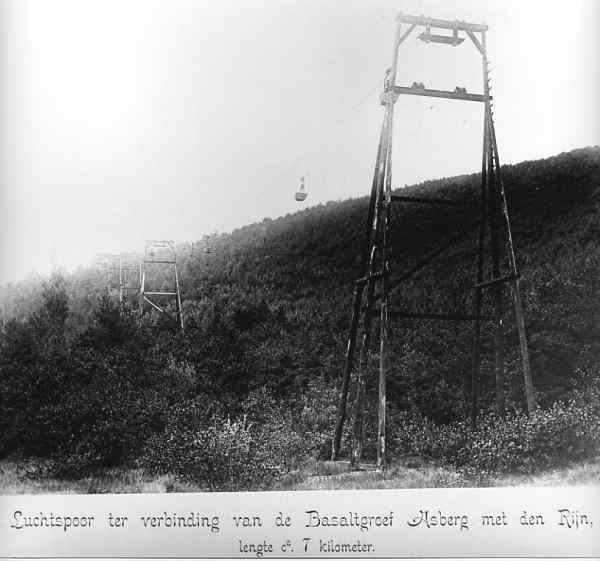
Seilbahn zum Asberg am heutigen Rheinbreitbacher Waldfriedhof

Von 1887 bis 1902 bestand in Rheinbreitbach eine mit Dampfkraft betriebene Seilbahn zum Transport von am Asberg abgebauten Basalt. Die 6,3 km lange Strecke begann unterhalb des Asberg-Plateaus auf Unkeler Gemarkung und endete an der Rheinuferböschung beim Mühlenweg, wobei sie einen Höhenunterschied von 362 m überwand und sieben Täler überbrückte. Die 120 Holzpfeiler der Seilbahn waren durchschnittlich etwa 10 m hoch und standen im Abstand von rund 50 m. Die Bahn verlief südlich der damaligen Rheinbreitbacher Ortsausdehnung und durchquerte auch Weinbauflächen. Am Mühlenweg, dem Ort der Weiterverschiffung, bestanden mehrere Gebäude und Anlagen zur Verwertung des Basalts. Die Seilbahn, deren Bau 1886 begonnen worden war, wurde 1901 auf Grund von Rechtsstreitigkeiten eingestellt – im darauf folgenden Jahr begann ihr Abbau.

### Verwaltungsgeschichte
Rheinbreitbach gilt als südlichster Ort des mittelalterlichen Auelgaus. Landesherrlich gehörte die Ortschaft seit dem Jahr 1265 zum Kurfürstentum Köln. Seit dem 15. Jahrhundert unterstand sie der Verwaltung des kurkölnischen Amtes Linz, das um 1700 zum Oberamt erhoben wurde, und gehörte zum Kirchspiel und Stadtgericht Unkel. Mit dem 1801 geschlossenen Friedensvertrag von Lunéville und dem Ergebnis des Reichsdeputationshauptschlusses wurde Rheinbreitbach 1803 als Teil des Amtes Linz dem Fürstentum Nassau-Usingen (ab 1806 Herzogtum Nassau) zugeordnet. Anschließend war es Teil des nassauischen Amtes Linz.
Nach den auf dem Wiener Kongress geschlossenen Verträgen kam Rheinbreitbach 1815 zum Königreich Preußen, das 1816 im Rheinland neue Verwaltungsstrukturen einführte. Rheinbreitbach gehörte seitdem als Gemeinde zur Bürgermeisterei Unkel (1927 umbenannt in „Amt Unkel“) im Kreis Linz, nach dessen Auflösung 1822 zum Kreis Neuwied. 1885 zählten zur Gemeinde Rheinbreitbach die Wohnplätze Benden mit 7, Mühlenweg am Rhein mit 18, Rolandsmühle (Lohfeld) mit 3 und Virneberg mit 4 Einwohnern. Seit der Auflösung des Amts Unkel zum 1. Oktober 1968 gehört Rheinbreitbach als Ortsgemeinde zur Verbandsgemeinde Unkel.

### Postgeschichte
1846 wurde in Unkel eine Postexpedition im Bezirk des Postamts Bonn (ab 1850 Oberpostdirektion Koblenz) eingerichtet, zu dessen Zustellbereich auch Rheinbreitbach gehörte. Die Gemeinde hatte einen eigenen Zusteller und schied 1863 mit Eröffnung einer eigenen „Postexpedition 2. Klasse“ aus dem Unkeler Postbezirk aus. Nachdem die am Rheinufer verlaufende Straße zwischen Rheinbreitbach und Beuel ausgebaut war, konnte 1852 auf der Strecke Linz–Bonn eine tägliche Personenpost eingerichtet werden. Sie wurde bereits zeitweise 1858 und endgültig 1860 wieder eingestellt. 1876 erhielt Unkel ein eigenes Postamt 3. Klasse, dem auch Rheinbreitbach zugeordnet wurde, das somit seine postalische Eigenständigkeit verlor. Erst 1925 erhielt die Gemeinde wieder eine eigene Postagentur, die zum Postamt Honnef innerhalb der Oberpostdirektion Köln gehörte. 1958 bezog das Zweigpostamt neue Räumlichkeiten. Bis heute gehört Rheinbreitbach im Unterschied zur restlichen Verbandsgemeinde Unkel postalisch zu Bad Honnef.

### Einwohnerstatistik
Entwicklung der Einwohnerzahl (31. Dezember):
| Jahr | Einwohner |
| ---- | --------- |
| 1815 | 1.033     |
| 1835 | 1.242     |
| 1871 | 1.448     |
| 1903 | 1.261     |
| 1905 | 1.230     |
| 1910 | 1.174     |
| 1920 | 1.250     |

| Jahr | Einwohner |
| ---- | --------- |
| 1922 | 1.259     |
| 1931 | 1.234     |
| 1932 | 1.365     |
| 1939 | 1.440     |
| 1945 | 1.700     |
| 1950 | 1.789     |
| 1961 | 2.276     |

| Jahr | Einwohner |
| ---- | --------- |
| 1965 | 2.461     |
| 1970 | 2.919     |
| 1975 | 3.882     |
| 1980 | 4.190     |
| 1985 | 4.128     |
| 1987 | 3.909     |
| 1990 | 4.044     |

| Jahr | Einwohner |
| ---- | --------- |
| 1995 | 4.284     |
| 2000 | 4.518     |
| 2005 | 4.586     |
| 2011 | 4.447     |
| 2017 | 4.499     |
| 2019 | 4.493     |
| 2022 | 4.566     |

### Konfessionsstatistik
Mit Stand 30. Juni 2005 waren von den Einwohnern 51,9 % römisch-katholisch, 22,4 % evangelisch und 25,7 % waren konfessionslos oder gehörten einer anderen Glaubensgemeinschaft an. Die Anteile der Protestanten und Katholiken an der Gesamtbevölkerung sind seitdem gesunken. Ende November 2024 waren 37,7 % der Einwohner katholisch und 17,0 % evangelisch. 45,3 % gehörten entweder einer anderen Glaubensgemeinschaft an oder waren konfessionslos.

## Politik

### Gemeinderat
Der Gemeinderat in Rheinbreitbach besteht aus 20 Ratsmitgliedern, die bei der Kommunalwahl am 9. Juni 2024 in einer personalisierten Verhältniswahl gewählt wurden, und dem ehrenamtlichen Ortsbürgermeister als Vorsitzendem.
Die Sitzverteilung im Gemeinderat:
| Wahl | SPD | CDU | Grüne | FDP | UWG | Gesamt   |
| ---- | --- | --- | ----- | --- | --- | -------- |
| 2024 | 5   | 8   | 3     | –   | 4   | 20 Sitze |
| 2019 | 5   | 8   | 3     | –   | 4   | 20 Sitze |
| 2014 | 5   | 8   | 2     | 1   | 4   | 20 Sitze |
| 2009 | 7   | 8   | 2     | 3   | –   | 20 Sitze |
| 2004 | 5   | 10  | 2     | 3   | –   | 20 Sitze |

- UWG = Unabhängige Wählergemeinschaft Rheinbreitbach e. V.

### Bürgermeister
Roland Thelen (SPD) wurde im Juni 2018 Ortsbürgermeister von Rheinbreitbach. Bei der Direktwahl am 26. Mai 2019 wurde er mit einem Stimmenanteil von 58,26 % und am 9. Juni 2024 als einziger Bewerber mit 66,2 % jeweils für fünf Jahre in seinem Amt bestätigt.

### Wappen
| Wappen von Rheinbreitbach | Blasonierung: „Geteilt von Grün und Rot, oben ein silberner Schrägwellenbalken, unten ein auffliegender, goldbewehrter silberner Drache, der rechte Flügel mit einem roten Schild mit drei, 2:1 gestellten, silbernen Schildchen belegt, der linke mit einem roten Schild, darin ein schwarzes Schlägel und Eisen.“ |
| Wappen von Rheinbreitbach | Wappenbegründung: Der Wellenbalken weist auf die Ortslage im Rheintal hin. Der Drache ist das Wappenbild der Herren von Breitbach. Die drei silbernen Schildchen in Rot sollen an die Dichter und Schriftsteller, die hier gewohnt und gewirkt haben, erinnern: Brüder Grimm, Freiligrath, Simrock. Schlägel und Eisen symbolisieren die alten Kupfererzgruben, die in der Gemarkung von Rheinbreitbach betrieben wurden. Rechtsgültig ist das Wappen seit dem 25. Mai 1927. |

## Kultur und Sehenswürdigkeiten

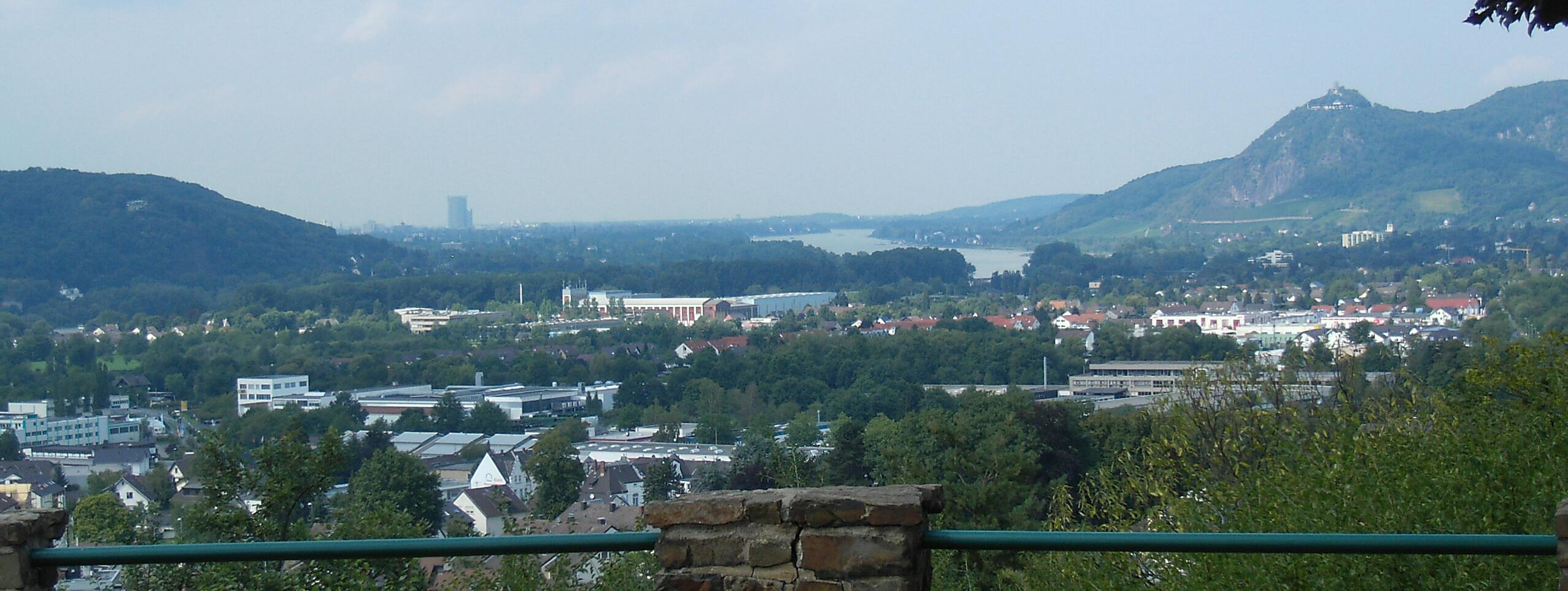
Blick von der Koppel Richtung Bonn

Rheinbreitbachs mittelalterliches Ortsbild wird geprägt von Fachwerkhäusern im Ortskern, darunter dem Waldorfhof als einem der ältesten Gebäude, und einigen herrschaftlichen Villen. Die Untere Burg, früher Sitz der Herren von Breitbach, ist nur noch als Ruine erhalten, wurde 2007 bis 2009 in ihren Grundzügen restauriert und der sie umgebende Platz zu einem Freizeitgelände umgebaut (Renesseplatz) während die Obere Burg, Anfang des 20. Jahrhunderts Wohnsitz des Schriftstellers Rudolf Herzog, heute als Bürgermeisteramt und für Veranstaltungen, insbesondere des Förderkreises Obere Burg, genutzt wird.
Die spätgotische katholische Pfarrkirche St. Maria Magdalena ist ein verputzter, korallfarbig gestrichener Bau aus dem 15./16. Jahrhundert mit vorgelagertem Westturm und einem modernen Erweiterungsbau. Die Ausstattung des Kircheninneren stammt zum großen Teil aus der Zeit des Barock. Die drei Altäre sind aus Holz, deren Bemalung Marmor imitiert. Der Hochaltar, der in einem Visitationsbericht von 1620 als „neu errichtet“ bezeichnet wird, stammt in Teilen aus dem 18. Jahrhundert.
Die ältere Leonarduskapelle an der Hauptstraße stammt ursprünglich aus dem 16. Jahrhundert und wurde nach der Zerstörung im Truchsessischen Krieg ab 1655 neu erbaut. Das Armreliquiar des heiligen Leonhard von Limoges machte den Ort zu einer bekannten Wallfahrtskirche. Zu der Reliquienausstattung zählen u. a. auch Teile der Gebeine von Gefährtinnen der heiligen Ursula. Erwähnenswert ist der schöne Flügelaltar in der Kapelle.
Ebenfalls in der Hauptstraße befindet sich das Museum für Alltagsgeschichte des Rheinbreitbacher Heimatvereins, das am zweiten und vierten Sonntag im Monat geöffnet ist. Am Ortsausgang im Tal des Breitbachs liegt seit 1936 in steiler Hanglage auf 105–140 m der sogenannte Waldfriedhof mit einer Trauerhalle. Von der Koppel (136 m ü. NN), einer Erhebung östlich des Ortskerns, kann man bei gutem Wetter den Kölner Dom und bis weit in die Eifel hinein sehen. Als Naturdenkmal ausgewiesen sind eine Roteiche und eine Blutbuche nördlich des Ortszentrums. Auf der Rheinbreitbacher Gemarkung im Wald östlich der Breiten Heide zählt der auch überregional bekannte Bildstock Auge Gottes zu den bedeutendsten Sehenswürdigkeiten.

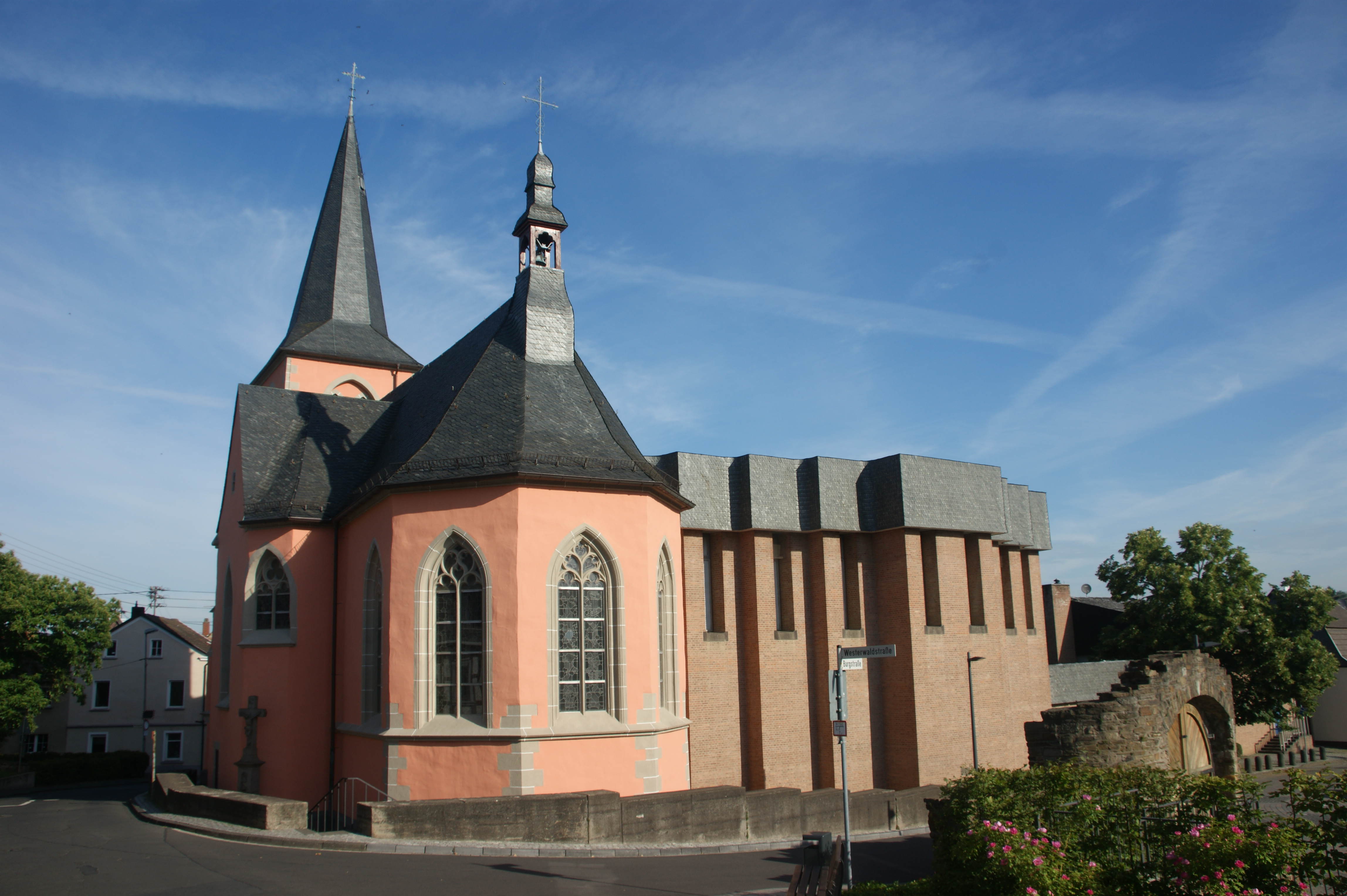
Pfarrkirche St. Maria Magdalena
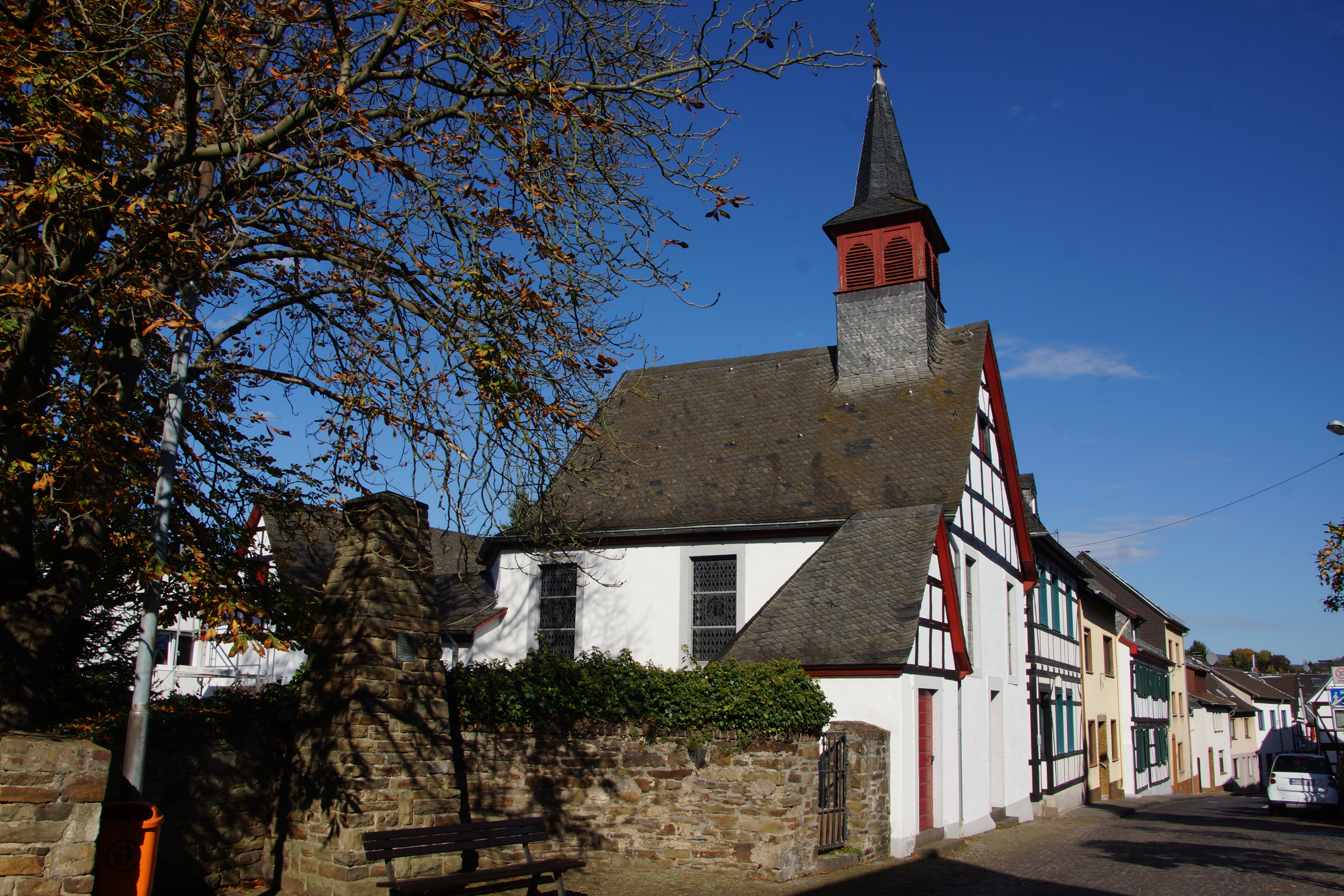
Leonarduskapelle
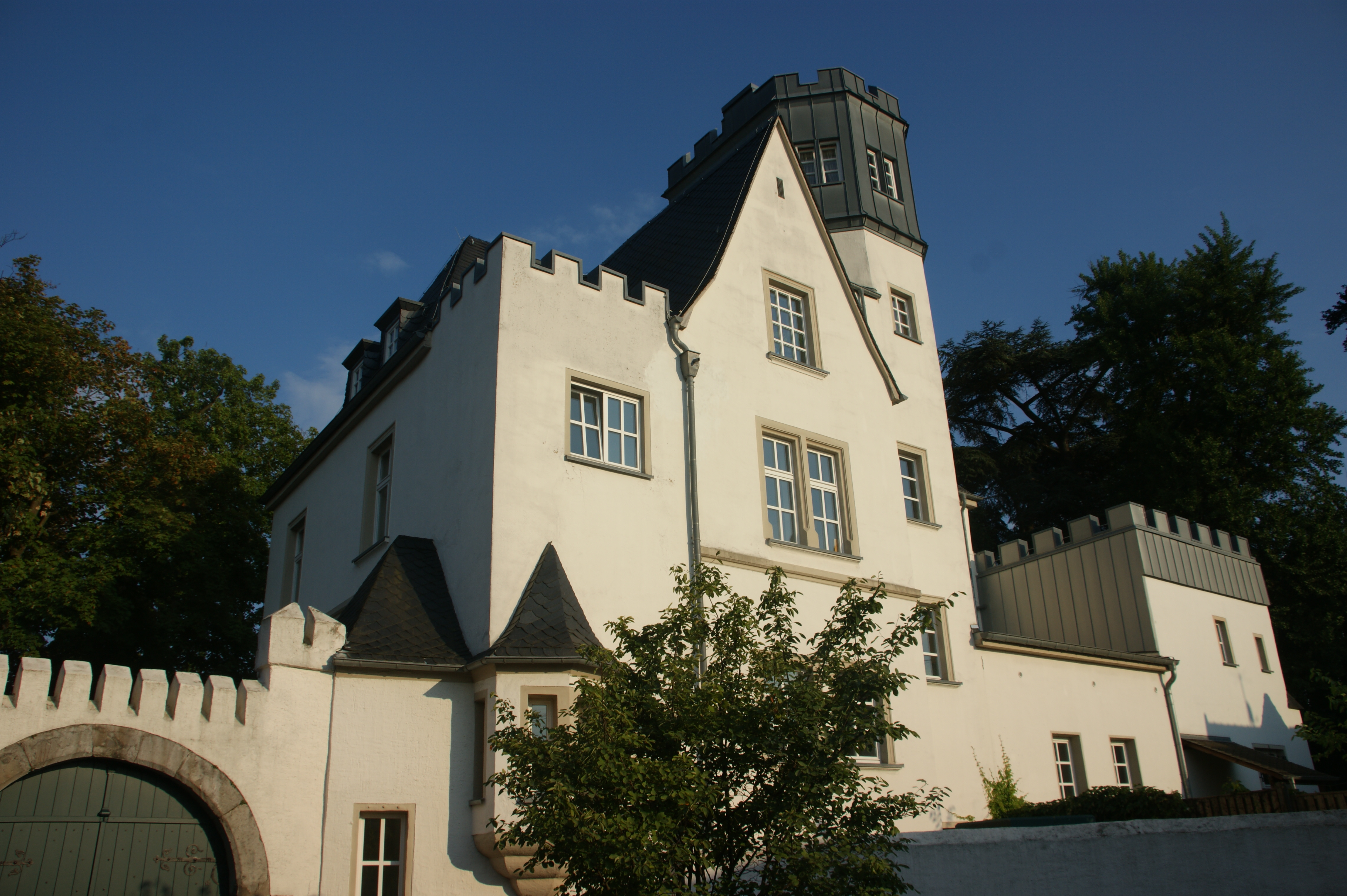
Obere Burg
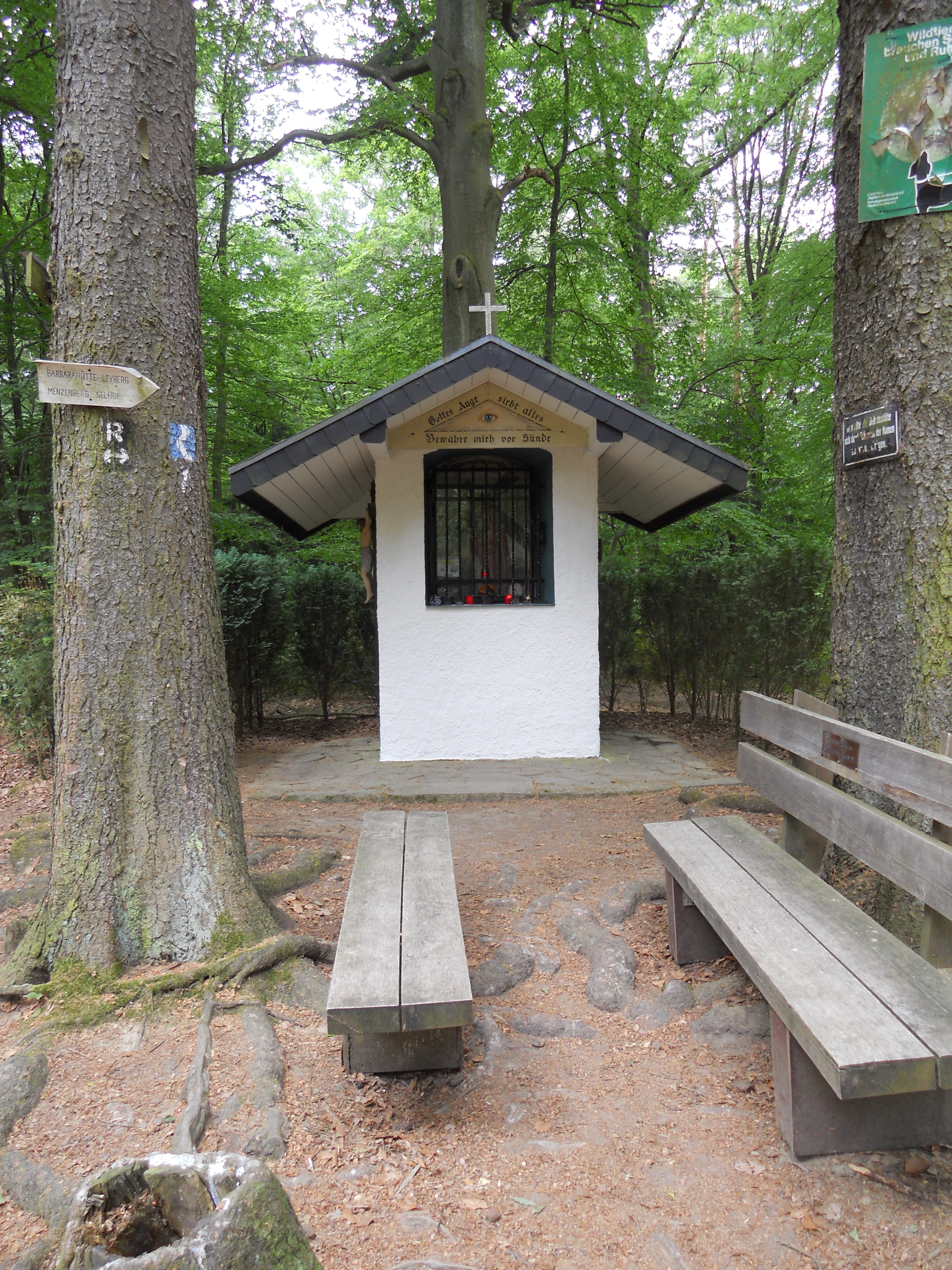
Das Auge Gottes

### Regelmäßige Veranstaltungen
- Karneval wird in Rheinbreitbach traditionell mit mehreren Sitzungen und einem Umzug am Karnevalssonntag gefeiert.
- Rhein in Flammen: am 1. Samstag im Mai. Großfeuerwerke und Schiffsrundfahrt von Linz am Rhein entlang Erpel, Unkel, Remagen, Rheinbreitbach, Rheininsel Nonnenwerth bei Bad Honnef, Bad Godesberg, Königswinter zur Bonner Rheinaue bei Bonn.
- Museumsfest auf dem Gelände des Heimatmuseums in der Hauptstraße in geraden Jahren im Juni. Veranstaltung des Heimatvereins Rheinbreitbach.
- Kirmes Maria-Magdalena im Juli
- Parkfest: am letzten Wochenende im August. Gemeinsame Veranstaltung der Rheinbreitbacher Vereine im Park der Oberen Burg.
- Weinbörse im September auf dem Renesseplatz
- Kreisfeuerwehrfest in Rheinbreitbach

## Wirtschaft und Infrastruktur

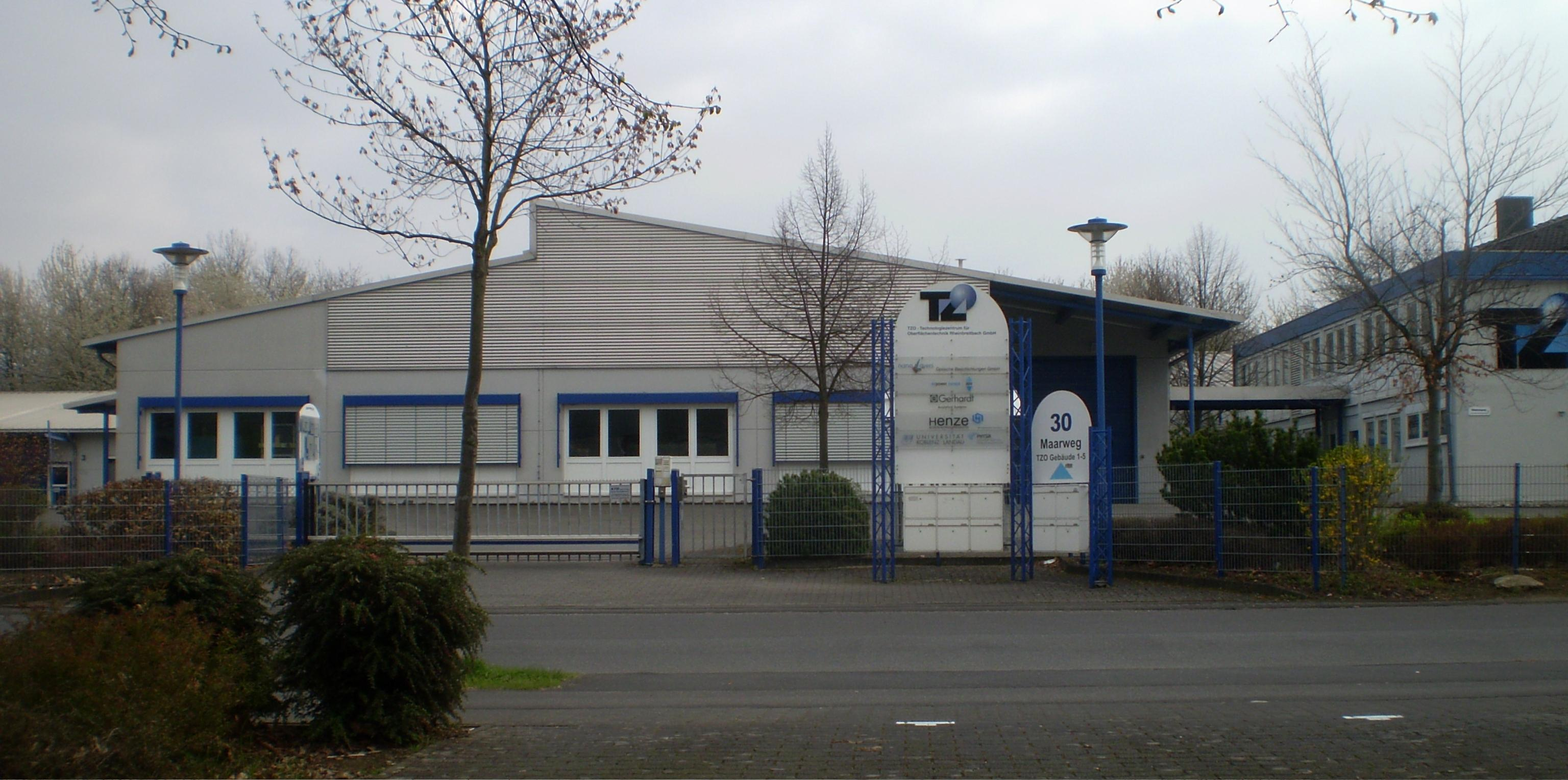
Technologiezentrum Rheinbreitbach

Rheinbreitbach ist eine durch Industrie- und Gewerbebetriebe geprägte Gemeinde. Die Zahl der Auspendler übersteigt die der Einpendler nur leicht. Zu den bedeutenderen ortsansässigen Unternehmen gehören Bluhm Systeme, ein Hersteller von Kennzeichnungstechnik, die im Bereich der Sanitärtechnik tätige MEPA – Pauli und Menden GmbH sowie ehemals der Automobilzulieferer Recticel (Standort wurde Ende 2015 geschlossen). Aus Mitteln der Vereinbarung über die Ausgleichsmaßnahmen für die Region Bonn wurde in den 1990er-Jahren die Erschließung eines Gewerbegebietes östlich der Bundesstraße 42 gefördert, in dem sich unter anderem das „Technologiezentrum für Oberflächentechnik Rheinbreitbach“ angesiedelt hat. Dort hat auch das Institut für Dünnschichttechnologie der Universität Kaiserslautern seinen Sitz. Ende der 2000er-Jahre entstand an der nördlichen Gemeindegrenze in direkter Nähe zum Gewerbegebiet Bad Honnef-Süd ein neues Einzelhandelszentrum, in das auch die örtliche Postagentur übergesiedelt ist.
Die Trinkwasserversorgung der Ortsgemeinde erfolgt durch die Bad Honnef AG im Lohfelder Wasserwerk.

### Verkehr

#### Fernstraßen
Rheinbreitbach besitzt eine seit 1992 als Brücke ausgeführte Anschlussstelle an die Bundesstraße 42, die es mit allen am Rhein gelegenen Nachbarstädten (darunter Linz am Rhein, Unkel, Bad Honnef, Königswinter und Bonn) sowie über die sich anschließende Flughafenautobahn Bundesautobahn 59 mit dem Flughafen Köln/Bonn verbindet. Im Mai 2012 wurde eine neue Verbindungsstraße zwischen der Anschlussstelle der B 42 und Bad Honnef-Süd eröffnet.

#### Eisenbahn
Durch das Rheinbreitbacher Gemeindegebiet führt die rechte Rheinstrecke mit zwei beschrankten Bahnübergängen, darunter bis 2014 einer Anrufschranke. Die nächstgelegenen Bahnhöfe befinden sich je nach Lage in den angrenzenden Städten Bad Honnef und Unkel, über die man mit dem Regional-Express 8 und der Regionalbahn 27 Richtung Köln und Koblenz gelangt. Beide Bahnhöfe können schnell über die Buslinie 565 erreicht werden.

#### Öffentlicher Personennahverkehr
Die Buslinie 565 verkehrt vom Linzer Bahnhof zur Bad Honnefer Stadtbahn-Endhaltestelle der Siebengebirgsbahn (Linie 66) und verbindet Rheinbreitbach mit dem Netz der Bonner Stadtbahn. Die Busse verkehren täglich, an Wochenenden jeweils stündlich und an Wochentagen innerhalb von Verkehrsstoßzeiten bis zu zweimal stündlich. Zusätzlich fährt die Linie 133 von Unkel-Scheuren über Rheinbreitbach nach Rheinbreitbach-Breite Heide.

### Organisationen
In Rheinbreitbach war der 1987 gegründete Bund der Energieverbraucher ansässig. 2007 verlegte der Verband seine Bundesgeschäftsstelle und damit seinen Sitz in die Nachbargemeinde Unkel. Auch der Basketballverein Rhöndorfer TV 1912 war zeitweise in Rheinbreitbach beheimatet.

## Persönlichkeiten
- Will Glahé (1902–1989), Akkordeonist, Komponist und Bandleader, starb in Rheinbreitbach.
- Hans Dahmen (1929–1989), Politiker, lebte in Rheinbreitbach.
- Hermann Gründel (1931–2013), Diplomat, lebte und starb in Rheinbreitbach.
- Edda Moser (* 1938), Opernsängerin, lebt in Rheinbreitbach.
- Klaus-Henning Rosen (* 1938), Jurist und Publizist, lebt in Rheinbreitbach.
- Sebastian Pufpaff (* 1976), Kabarettist und Moderator, wuchs in Rheinbreitbach auf.